# Csak semmi pánik
A Csak semmi pánik 1982-ben bemutatott magyar akcióvígjáték, melyet 1981 őszén forgattak, a később „Csöpi-filmek” néven emlegetett sorozat második részeként, egy évvel A Pogány Madonna után. A két főszereplő itt is Bujtor István (Ötvös Csöpi) és Kern András (Kardos doktor).
A forgatókönyvet Bujtor István írta, a filmet Szőnyi G. Sándor rendezte, zenéjét Frenreisz Károly szerezte. Készült a Magyar Filmgyártó Vállalatnál, forgalmazta a Mokép. 
A mozik 1982. augusztus 19-én mutatták be.

## Cselekmény
Dr. Kardos, a balatonfüredi rendőrség ambiciózus nyomozója (Kern) telefonhívást kap egy német nőtől, aki elmondja, hogy valahol a Balaton medre egy elsüllyedt repülőgéproncsot rejt, amellyel apjának, az egykori pilótának értékes magyar királyi ékszereket kellett volna kivinnie az országból a háború végén, de a parancsot megtagadva elrejtette a kincset. Apja már nem él, de a rejtekhely térképe nála van.
A repülőgép roncsát most emelik ki a vízből. Találnak benne egy kazettát – kővel teli. Ezt nem tudhatja a gengszterbanda, amely a kincsesládára feni a fogát. A kazettát partra szállító motorcsónak vezetőjét (Reviczky) lelövik, a ládát sárkányrepülővel vakmerő módon elrabolják, a Tihanyba érkező német nőt (Hinze) foglyul ejtik. Helyette Ibi, a banda női tagja (Sunyovszky) találkozik a rendőrséggel: magát a német nőnek kiadva, hamis térképpel tévútra vezeti a szórakozott Boros hadnagyot (Bodrogi). A nyomozást dr. Kardos vezeti, aki az ütődött (és nevéhez híven rendszerint kissé kapatos) Borossal nem sokra megy, ezért segítségül hívja a környék vagány nyomozóját, a hatalmas termetű, kemény öklű, zseniális Ötvös hadnagyot, a közkedvelt Csöpit (Bujtor). A feladat nem könnyű: a jelekből egyértelmű, hogy jól szervezett, mindenre elszánt bandával állnak szemben. Csöpi megbízza az öreg Matuskát (Bánhidi), hogy figyelje az idegeneket – aki erre jól jövedelmező, „magyaros” bemutatókat rendez, kislányunokája (Kossovits Mónika) pedig szinte el nem mozdul Csöpi mellől – és még segíteni is tud neki. (Matuskának a film végén, a vitorlásverseny ügyében is lesz még egy nagy dobása Csöpi számára.)
A banda tagjai megtalálják a térképet a foglyul ejtett német nőnél, akit a pincében lánghegesztővel vallatnak, ám nem tudják szóra bírni. Csöpi nyomoz. Kocsijába időzített bombát helyeznek – de az akkor robban, mikor a jármű már üres. Ezután lestoppol egy elegáns BMW-t, amely pechjére a bandavezéré (Koncz), aki felveszi, majd kábító cigarettával kínálja, amit a gyanútlan Csöpi elfogad, és nyomban elalszik tőle. Ő is a bűnözők által használt akali nyaraló pincéjébe kerül, a megkötözött frau mellé. Erővel, furfanggal és a kislány segítségével kijutnak a pincéből, a házból. A banda már nem olyan magabiztos: néhány tagját azonnal elküldi az országból, páran pedig a térképészhez sietnek, hogy eltegyék láb alól, mert megfejtette nekik a rajzot. Csakhogy későn érkeznek: Csöpi már ott van és ártalmatlanná teszi őket. Évát, a mesterlövészt (Medveczky) a bandavezér még egy feladatra küldi: le kell lőnie Alex francia feleségét (Temessy). Csöpi ezt is meghiúsítja: utoléri és letartóztatja Évát. A banda másik fele Tapolcára tart, a Tavasbarlanghoz, hogy kiemeljék a kincset. Az események most már gyorsan peregnek: a rendőrségi helikopter – rajta Csöpivel – előbb ér a barlanghoz, mint a banda; a kincs megkerül, a gengsztereket Ibivel együtt letartóztatják, a hegyeshalmi határátkelőn pedig elkapják Alexet, az igazi főnököt, a lezuhant gép életben maradt másodpilótáját (Rosić), aki a kincsrablással egy füst alatt öregedő feleségétől is meg akart szabadulni fiatal barátnője (Rák Kati) kedvéért.
A babérokat természetesen a nyomozás vezetője, Kardos doktor aratja le, ám ez Csöpit már nem érdekli, mert várja őt igazi nagy szerelme, a balatoni vitorlásverseny: a start előtti utolsó pillanatban érkezik vissza a helikopterrel, hogy megküzdjön a Kékszalag-díjért.

## Szereplők
- Ötvös Csöpi (Ötvös Tibor) – Bujtor István
- Kardos doktor (Dr. Kardos Tibor) – Kern András
- Kardos főnöke – Tyll Attila
- Boros hadnagy – Bodrogi Gyula
- Záray István százados, balatonfüredi rendőrkapitány – Zenthe Ferenc
- Márta, rendőrségi adminisztrátor – Tóth Enikő
- Matuska – Bánhidi László
- Matuska Ilona (az unoka) – Kossovits Mónika
- Sybille Gudrat – Petra Hinze[1] (hangja: Meszléry Judit)
- bandavezér – Koncz Gábor
- Kovács Ibi – Sunyovszky Szilvia
- Horváth Éva, táncosnő és mesterlövész – Medveczky Ilona
- Szörfös Dodi – Dózsa László
- Alex/Heinrich Romfeld – Đoko Rosić
- Alex felesége – Temessy Hédi
- Alex titkos barátnője – Rák Kati
- gondnok – Kozák László
- Pötyi, a dadogós – Székhelyi József
- Piri – Csányi János
- Kovács József – Kovács János
- térképész – Miklósy György
- a kiemelést vezető matróz – Reviczky Gábor
- szállodaigazgató – Kiss Jenő
- benzinkutas – Galambos György
- éttermi dolgozó – Kibédi Ervin
- rendőr a tavasbarlangban – Orosz István
- Bigyusz, vitorlázó, akitől Csöpi az erkélyről megkérdezi, hogy nincs e felesleges drótkötele – Szerednyey Béla
- gengszter/taxisofőr – Boros Sándor
- gengszterek – Farkas Antal, Hunyadkürti István, Piroch Gábor, Balogh Menyhért, Mucsi Sándor
- Arányi János
- Lakky József
- Vadasi Tünde

## Érdekességek
- Egyes előzetesek a filmet még a munkacímén említették: Csak semmi pánik, itt vagyunk.[2] A címdalban Frenreisz ezt énekli eltorzított hangon,[3] és Boros hadnagy (Bodrogi) is ezt kiáltja a bárban kitört verekedés alkalmával.
- A későbbi Csöpi-filmekben Matuskát felváltó Purci úr megformálója, Kozák László már itt feltűnik egy epizódszerepben, a sárkányrepülős klub gondnokaként. Az elvarázsolt dollárban Matuska halálhírét ő közli Csöpivel.
- A gondnok leírása alapján készített fantomképek egyike látható Dobray György 1979-es Az áldozat című filmjében, illetve később a Linda című tévésorozat Oszkár tudja című epizódjában is.
- A felrobbantott Mercedes-Benz Reviczky Gábor kocsija volt, amit Béres Ilonáéktól vásárolt 1979-ben. Mivel a kocsi már nem volt jó állapotban, és sokba került volna a felújítása, így örömmel ajánlotta megvételre a filmeseknek, csak annyit kért, hogy a motorját tartsák meg emlékül.[4][5]
- Itt még több hamis rendszám szerepel, mint A Pogány Madonnában: Hinze és a bűnbanda által használt nyugati kocsiké mind hamisítvány, sőt a film vége felé az egyik rendőrautóé is: az RA-67-95 (amelynek csomagtartójába a kislány elbújik) az első snitten nem eredeti, a következőkön már igen.
- A Kardos doktor által emlegetett „Pritamin” ételízesítő paradicsompaprikából készült édeskés sűrítmény volt, melyet a hazai konzervüzemek az 1930-as évektől kezdve gyártottak, főleg exportra. Itthon soha nem vált igazán népszerűvé, és végül a 80-as években el is tűnt a kínálatból, mert kiszorították az erőteljesebb zamatú, magyaros ízvilágú paprikakrémek (Piros Arany, Bugac vére, Gulyáskrém stb.).
- Csöpi a térképésznél lezajlott bunyó végén a csillárra akasztott gengszternek (Hunyadkürti István) a Művészetpolitikánk időszerű kérdései című tanulmánykötettel kedveskedik, hogy ne unatkozzon. Mulatságos és merész fricska volt ez akkoriban a pártvezetés felé, hiszen a könyv szerzői között az MSZMP KB olyan prominensei szerepeltek, mint Kádár János, Aczél György, Óvári Miklós és Pozsgay Imre.[6]
- Boros Sándor kaszkadőr kettős szerepben tűnik fel: az egyik gengszter mellett ő játssza a taxisofőrt is, aki a kocsijával leszáguld a lépcsőn.
- A kincs rejtekhelyéül szolgáló Tapolcai-tavasbarlang forrásának víze a film forgatását követően, az Eocén program és a közeli bauxitbányászat miatt 1982-ben elapadt, és csak 16 évvel később, 1998-ban jött vissza újra.

## Digitalizálás
- A filmet 2006-ban digitálisan felújították. 2007. január 3-án már ezt a kópiát vetítette az M1 tv-csatorna.